# Federal Shipbuilding and Drydock Company
Federal Shipbuilding and Drydock Company byla americká loděnice fungující v letech 1917–1948 na břehu řeky Hackensack v lokalitě Kearny Point v Kearny ve státě New Jersey. Byla pobočkou společnosti U.S. Steel. Založena byla za první světové války, aby zajistila stavbu nákladních lodí pro United States Shipping Board (USSB). V meziválečné době zůstala aktivní a za druhé světové války stavěla nákladní lodě v rámci vládního nouzového programu a zároveň byla po loděnici Bath Iron Works druhým nejvýznamnějším dodavatelem torpédoborců pro námořnictvo Spojených států amerických. Za druhé světové války společnost provozovala ještě pobočnou loděnici v Port Newarku.

## Historie

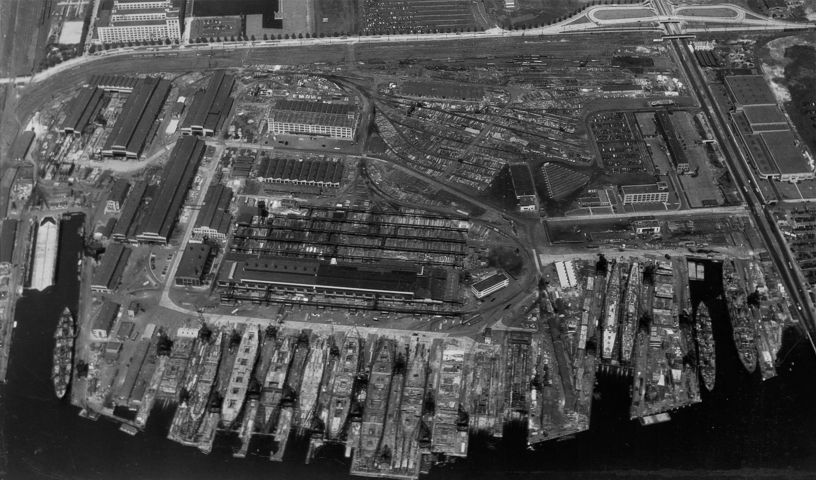
Letecký pohled na hlavní loděnici v Kearny

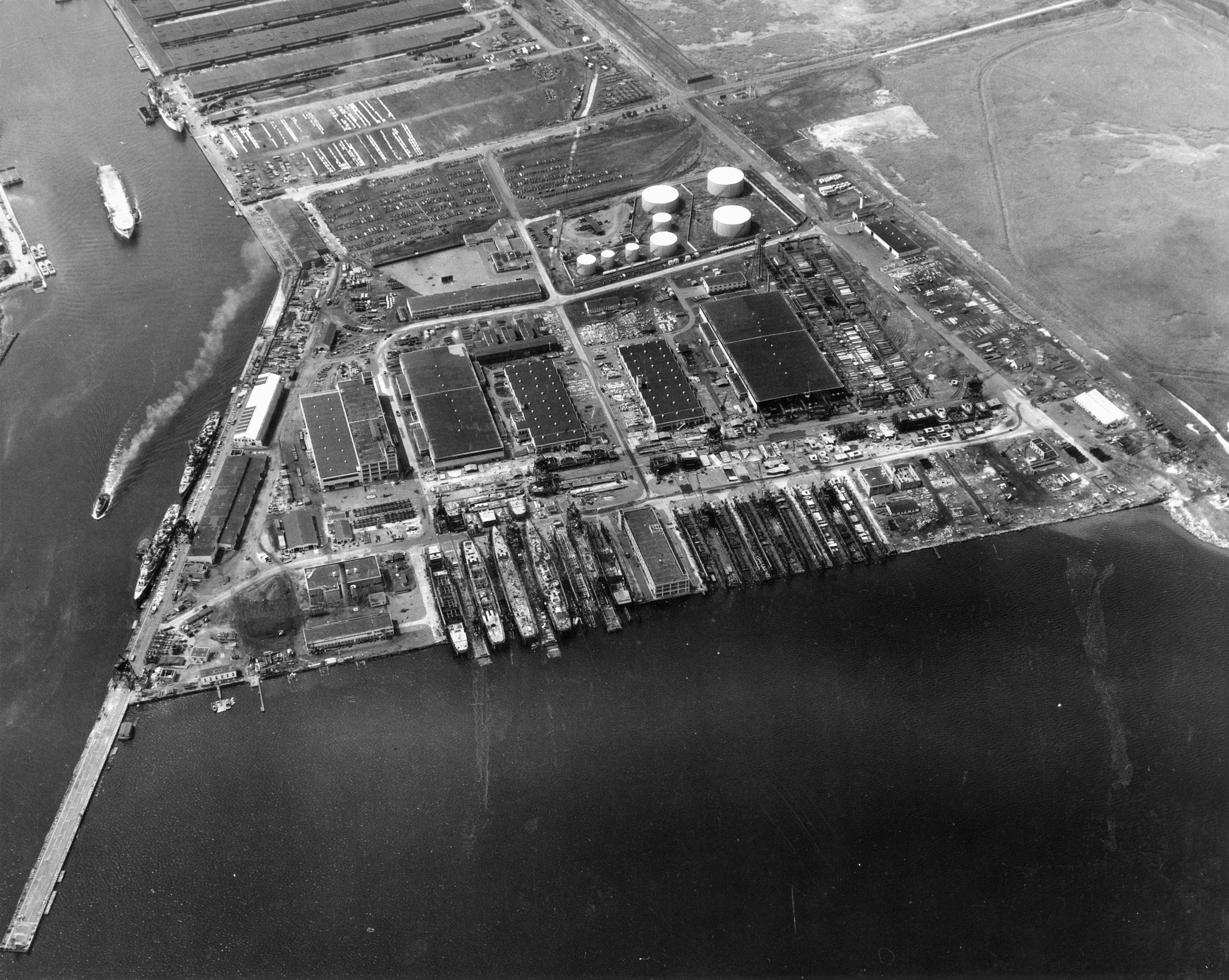
Letecký pohled na pobočnou loděnici v Port Newarku

V roce 1917 společnost U.S. Steel v Kearny Point založila loděnici. V letech 1918–1919 dokončila třicet plavidel pro United States Shipping Board. Ve dvacátých letech dodávala zejména nákladní plavidla a tankery pro civilní zákazníky. Roku 1936 dokončila torpédoborec třídy Mahan USS Flusser (DD-368), první z 92 torpédoborců dodaných touto společností.
Za druhé světové války byla loděnice rozšířena s podporou 10 milionů dolarů od amerického námořnictva. Stavěla nákladní lodě v rámci nouzového programu a dále byla předním dodavatelem torpédoborců a eskortních torpédoborců. Nejrychleji postavila torpédoborec třídy Fletcher USS Melvin (DD-680). V jeho případě to bylo 103 dnů od založení kýlu, po spuštění na vodu. Od založení kýlu až po vstup do služby byl nejrychleji hotov torpédoborec třídy Gleaves USS Thorn (DD-647). Postaven byl za 137 dnů.
Za druhé světové války Federal Shipbuilding and Drydock Company obnovila zaniklou loděnici Submarine Boat Company (pobočka Electric Boat Company) z let 1915–1922 v Port Newarku. Tato pobočná loděnice se nacházela necelé tři míle jižně od hlavní loděnice v Kearny. Společnost k tomu získala podporu 20 milionů dolarů od amerického námořnictva. Tento závod mimo jiné dodal 52 eskortních torpédoborců tříd Cannon a John C. Butler a deset torpédoborců třídy Gearing.
Po skončení války loděnice Federal Shipbuilding and Drydock Company neměla dost zakázek a roku 1948 zanikla. Jako poslední byla v červnu 1947 dodána nákladní loď Gypsum Prince. Loděnici v Kearny nahradil průmyslový areál River Terminal Development. V místech loděnice v Port Newarku vznikl automobilový terminál Toyota Logistics Services Inc.

## Plavidla (výběr)

### Křižníky
- Třída Atlanta (5 ks)

### Torpédoborce

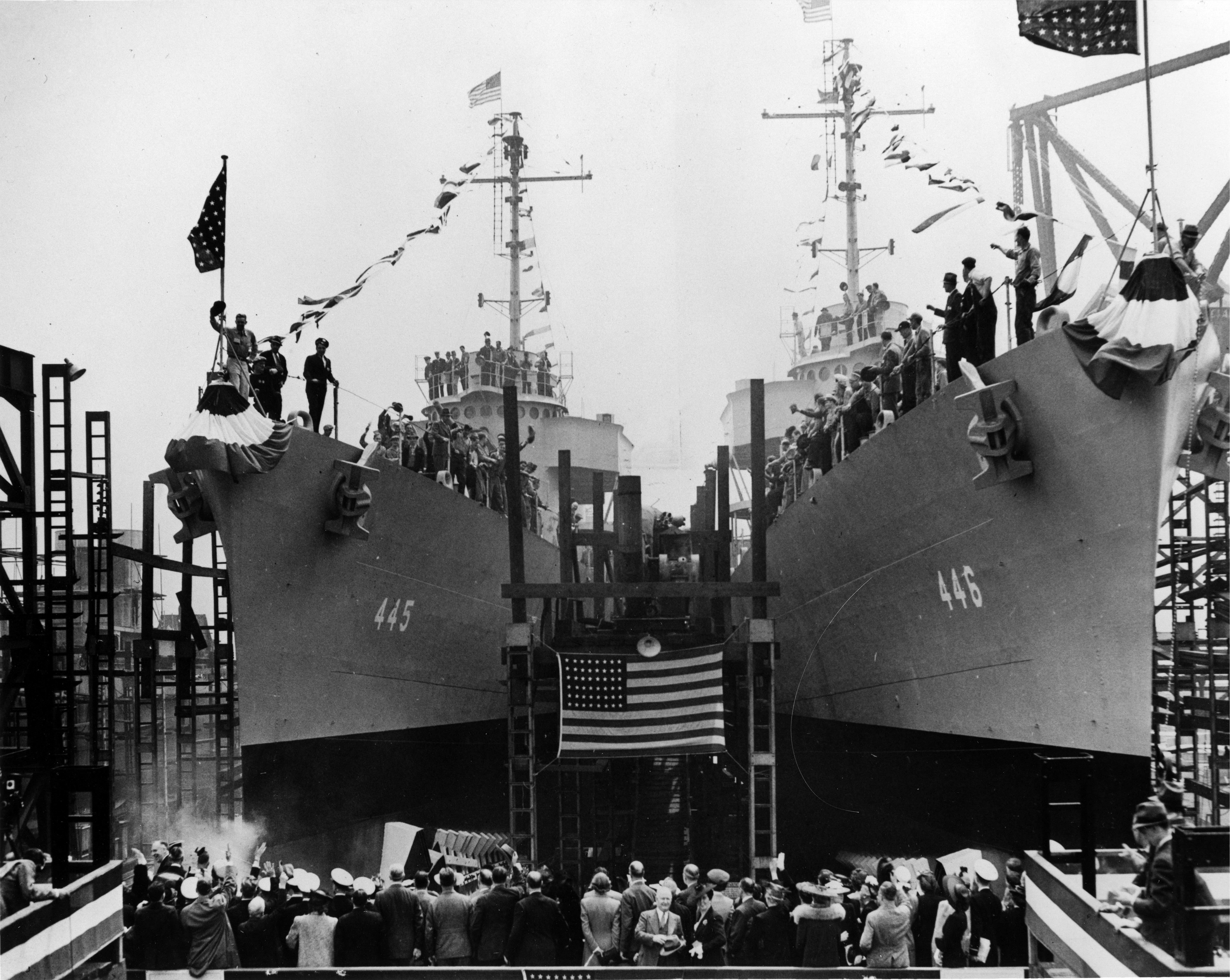
Spuštění torpédoborců USS Fletcher (DD-445) a USS Radford (DD-446)

- Třída Gearing (10 ks, další 2 nedokončeny) – Port Newark
- Třída Allen M. Sumner (18 ks)
- Třída Fletcher (29 ks)
- Třída Gleaves (26 ks)
- Třída Sims (2 ks)
- Třída Benham (3 ks)
- Třída Somers (2 ks)
- Třída Mahan (2 ks)

### Eskortní torpédoborce
- Třída John C. Butler (16 ks) – Port Newark
- Třída Cannon (36 ks) – Port Newark

### Ostatní

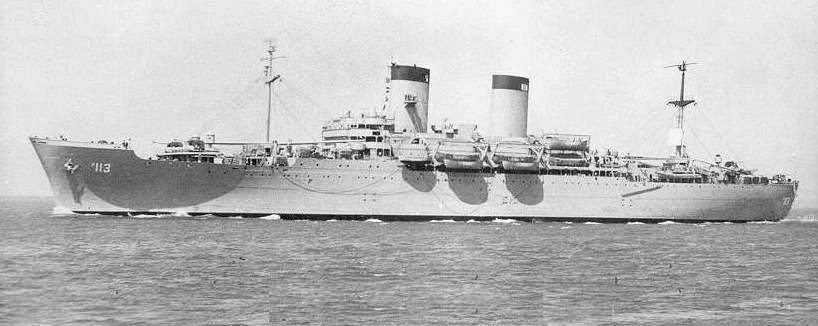
Transportní loď třídy General USS General H. W. Butner (APA-113)

- Třída Andromeda (21 ks) – útočné nákladní lodě, derivát Typu C2
- Landing Ship Medium (42 ks) – vyloďovací plavidla, Port Newark
- Třída General (11 ks, stavba dalších 3 ks zrušena) – pasažérské lodě typu P2-S2-R2